# Misumessus oblongus
Misumessus oblongus Banks, 1904 è un ragno appartenente alla famiglia Thomisidae.
È l'unica specie nota del genere Misumessus.

## Distribuzione
L'unica specie oggi nota di questo genere è stata rinvenuta in varie località dell'areale compreso fra il Canada e il Guatemala; e sull'isola di Saint Vincent

## Tassonomia
Genere rimosso dalla sinonimia con Misumenops F.O.P.-Cambridge, 1900 a seguito di un lavoro degli aracnologi Lehtinen e Marusik del 2008.
Dal 2008 non sono stati esaminati altri esemplari, né sono state descritte sottospecie al 2014.